# Серкан Айкут
Серкан Айкут (тур. Serkan Aykut, нар. 24 лютого 1975, Анкара) — турецький футболіст, що грав на позиції нападника за клуби «Самсунспор» і «Галатасарай», а також національну збірну Туреччини.
Чемпіон Туреччини. Володар Суперкубка УЄФА.

## Клубна кар'єра
У дорослому футболі дебютував 1993 року виступами за команду клубу «Самсунспор», в якій провів сім сезонів, взявши участь у 201 матчі чемпіонату.  Більшість часу, проведеного у складі «Самсунспора», був основним гравцем атакувальної ланки команди. У складі «Самсунспора» був одним з головних бомбардирів команди, маючи середню результативність на рівні 0,55 голу за гру першості. В сезоні 1999/00 Серкан відзначився 30-ма голами і став найкращим бомбардиром Турецької Суперліги.
Того ж 2000 року найкращого бомбардира національної першості запросив до своїх лав «Галатасарай», який шукав заміну багаторічному лідеру свої атак Аріфу Ердему. Новачка було включено до заявки команди на переможну для неї гру за Суперкубок УЄФА 2000, яку, утім, він провів на лаві для запасних. Загалом відіграв за стамбульську команду два сезони, регулярно забиваючи, проте так і не ставши ключовим нападником команди. 
Враховуючи, що до «Галатасарая» повернувся Аріф Ердем, то 2002 року Серкан вирішив за краще продовжити власну ігрову кар'єру у рідному «Самсунспорі», за який відіграв ще сім сезонів, до завершення виступів на полі у 2009 році.

## Виступи за збірну
1997 року провів свою єдину гру у складі національної збірної Туреччини.

## Титули і досягнення
- Чемпіон Туреччини (1):

«Галатасарай»: 2001-2002
- Володар Суперкубка УЄФА (1):

«Галатасарай»: 2000
- Найкращий бомбардир чемпіонату Туреччини (1):

1999-2000 (30 голів)